# ناوشکن کلاس اراکاز
ناوشکن کلاس اراکاز (به انگلیسی: Urakaze-class destroyer) یک کلاس از کشتی است که طول آن ۸۳٫۹ متر (۲۷۵ فوت) می‌باشد.